# Glendale (Arizona)
Glendale je město v okrese Maricopa County ve státě Arizona ve Spojených státech amerických. Leží asi 9 mil severozápadně od Phoenixu. Jde o 89. nejlidnatější město v USA.
K roku 2010 zde žilo 226 721 obyvatel. S celkovou rozlohou 144,4 km² byla hustota zalidnění 1 570,1 obyvatel na km². Ve městě se nachází nákupní centrum Arrowhead Towne Center. Ve městě sídlí fotbalovým tým Arizona Cardinals, který trénuje na místním State Farm Stadium.